# 코코로 유카
코코로 유카(일본어: 心 有花, 1988년 6월 20일 ~ )는 일본의 AV 배우이다.